# Allmänna Idrottsklubben Ishockeyförening
L'Allmänna Idrottsklubben Ishockeyförening, noto come AIK Ishockey, è la sezione di hockey su ghiaccio del club polisportivo AIK, con sede a Stoccolma, in Svezia.
Nel corso della sua storia, ha vinto sette titoli nazionali. Gran parte degli incontri interni vengono disputati presso l'arena Hovet, tuttavia alcune partite di forte richiamo (come ad esempio i derby cittadini contro i rivali del Djurgården) possono essere spostati presso la più capiente Avicii Arena.

## Storia
La sezione hockey fu costituita nel 1921 per mano di Anton Johansson. Le prime partite vennero giocate nella Träningsserien, competizione che l'AIK vinse ma che tuttavia non metteva in palio il titolo di campione di Svezia.Nel 1923 la sezione fu chiusa, per poi essere rifondata due anni più tardi. Il debutto della squadra nella massima serie risale alla stagione 1930-1931, conclusa con l'eliminazione in semifinale, stesso esito dell'anno seguente.
Nel 1934 arrivò il primo scudetto, conquistato dopo aver eliminato i rivali cittadini del Djurgården nei quarti e quelli dell'Hammarby nella finale vinta col punteggio di 1-0. Quella contro l'Hammarby fu una finale ricorrente: un anno più tardi arrivò infatti il secondo titolo per l'AIK, che contro i biancoverdi perse la sfida scudetto dell'anno a seguire, salvo poi tornare a trionfare nel 1938. Il quarto e il quinto titolo di campione di Svezia arrivarono rispettivamente nel 1946 e nel 1947. Successivamente ci fu una retrocessione che impedì fino al 1960 la partecipazione al massimo campionato: anche dopo la riconquista della categoria, per lungo tempo la squadra non seppe più lottare per il titolo.
L'AIK ritornò a disputare una finale scudetto solo nel 1978, quando perse per 2 gare a 1 la serie contro lo Skellefteå AIK. I nerogialli arrivarono in finale anche nel 1981 (sconfitta contro il Färjestad) e nel 1982, quando conquistarono il loro sesto titolo dopo oltre trent'anni dall'ultimo successo, grazie alla vittoria nella decisiva gara5 sul Björklöven giocata all'arena Scandinavium di Göteborg. Il 1984 fu l'anno del settimo titolo, vinto superando i rivali del Djurgården nella serie finale. Nell'anno successivo la formazione nerogialla non riuscì a qualificarsi per i playoff, mentre in quella ancora seguente fu retrocessa in Allsvenskan, la seconda serie hockeystica a livello nazionale, da cui seppe però risalire al primo tentativo, come successe anche nel 1994.
La squadra mantenne la categoria fino alla stagione 2001-2002, coincisa con una retrocessione che portò il club in seconda serie, tuttavia prima dell'inizio della stagione 2004-2005 la società dovette rinunciare a parteciparvi per motivi economici, iscrivendosi al torneo di terza serie da cui risalì immediatamente. Il ritorno in Elitserien si concretizzò nel 2010 dopo otto anni, grazie al secondo posto nelle Kvalserien. A partire dalla stagione 2014-2015, l'AIK continua a disputare nella seconda serie nazionale.